# Giovanni Narzisi
Giovanni Narzisi (Palermo, 2 febbraio 1929) è un regista, sceneggiatore e direttore della fotografia italiano.

## Biografia
Nato a Palermo, Narzisi iniziò la sua carriera nel mondo del cinema negli anni Cinquanta, come operatore di ripresa e assistente al direttore della fotografia per Mario Bava e Massimo Dallamano. Debuttò come direttore della fotografia nel 1961, con il film di guerra Oggi a Berlino di Piero Vivarelli. Segue poi Gli invasori (1962) di Mario Bava. Durante il primo periodo di lavoro come direttore della fotografia viene accreditato con il nome Gianni Narzisi. Dopo aver lavorato — sempre come direttore della fotografia — a film come La commare secca (1963) e I sovversivi (1967), scrisse e diresse due film, lo spaghetti western Djurado (1966), e la commedia sexy all'italiana Maschio latino cercasi (1977), che furono entrambi stroncati dalla critica e non hanno riscosso il successo sperato al botteghino.

## Filmografia

### Direttore della fotografia
- Oggi a Berlino, regia di Piero Vivarelli (1961)
- Gli invasori (Erik the conqueror), regia di Mario Bava (1961)
- La commare secca, regia di Bernardo Bertolucci (1962)
- Il mondo di notte n° 3, regia di Gianni Proia (1963)
- Super rapina a Milano, regia di Adriano Celentano (1964)
- Bianco, rosso, giallo, rosa, regia di Massimo Mida (1964)
- La violenza dei dannati, regia di Giovanni Roccardi (1965)
- I sovversivi, regia di Paolo e Vittorio Taviani (1967)
- Un matrimonio immorale (Der zweite frühling), regia di Ulli Lommel (1975)

### Regista
- Djurado (1966)
- Maschio latino cercasi (1977)